# Mariukirkjan
A Mariukirkjan (Mária-templom) a feröeri katolikus közösség temploma Tórshavnban, a tórshavni városliget mellett (Mariugøta 4). 1987-ben szentelték fel, és egyben a ferences nővérek kolostorának templomaként is működik.
A templomot Árni Winther építész tervezte; a belső díszítés Ole Jacob Nielsen, Tróndur Patursson, Svend Havsteen Mikkelsen és Guðrið Poulsen munkája. A templomot körülvevő kertben számos különféle növény nő, melyek közül sok a déli félteke hasonló éghajlatú területeiről származik. Ezek a növények a katolikus egyház nemzetközi közösségét jelképezik.

## Történelem
A vallásszabadság 1849-es bevezetését követően a német Bauer atya próbálta újra meghonosítani a katolicizmust Feröeren. 1857-ben érkezett a szigetekre, és a tórshavni Rættarában épített templomot. Csak néhány követőt tudott szerezni, és amikor 1880-ban elhagyta Feröert, senki nem vette át a helyét.
1931-ben két fiatal pap, a holland E. G. Boekenogen és a skót Thomas King érkezett Feröerre, és a ferences nővérek által bérelt házban május 23-án szenteltek fel egy apró kápolnát. Az első hívek között volt néhány idős ember, akik fiatal korukban Bauer atya templomába jártak. A bringsnagøtai kápolna hamar kicsinek bizonyult, és az új Szent Ferenc iskolával együtt 1933. december 19-én szentelték fel az új Mária-templomot a Varðagøtában.
Az 1980-as évekre világossá vált, hogy a nővérek nem tudják fenntartani az iskolát, ezért megegyeztek Tórshavn községgel, hogy az iskolát és a bölcsődét átveszi a város, és cserében felépít egy új templomot és kolostort. Ez lett az új, 1987-ben felszentelt Mariukirkjan.
Mióta az utolsó állandó plébános, Per Waagø 1990-ben váratlanul elhunyt, a plébániát Paul Marx OMI, August Ziggelaar SJ és jelenleg Lars Messerschmidt vezették. A plébánián számos pap szolgál rotációs rendszerben. Christian Gabrielsen diakónus vezeti az imádságokat.